# آرثر بيترز
آرثر بيترز هو سياسي كندي، ولد في 29 أغسطس 1854 في تشارلوت تاون في كندا، وتوفي بنفس المكان في 29 يناير 1908. حزبياً، نشط في الحزب الليبرالي في جزيرة الأمير إدوارد ‏. وقد انتخب رئيس وزراء جزيرة الأمير إدوارد ‏ (29 ديسمبر 1901 – 29 يناير 1908).